# Per-Kristian Foss

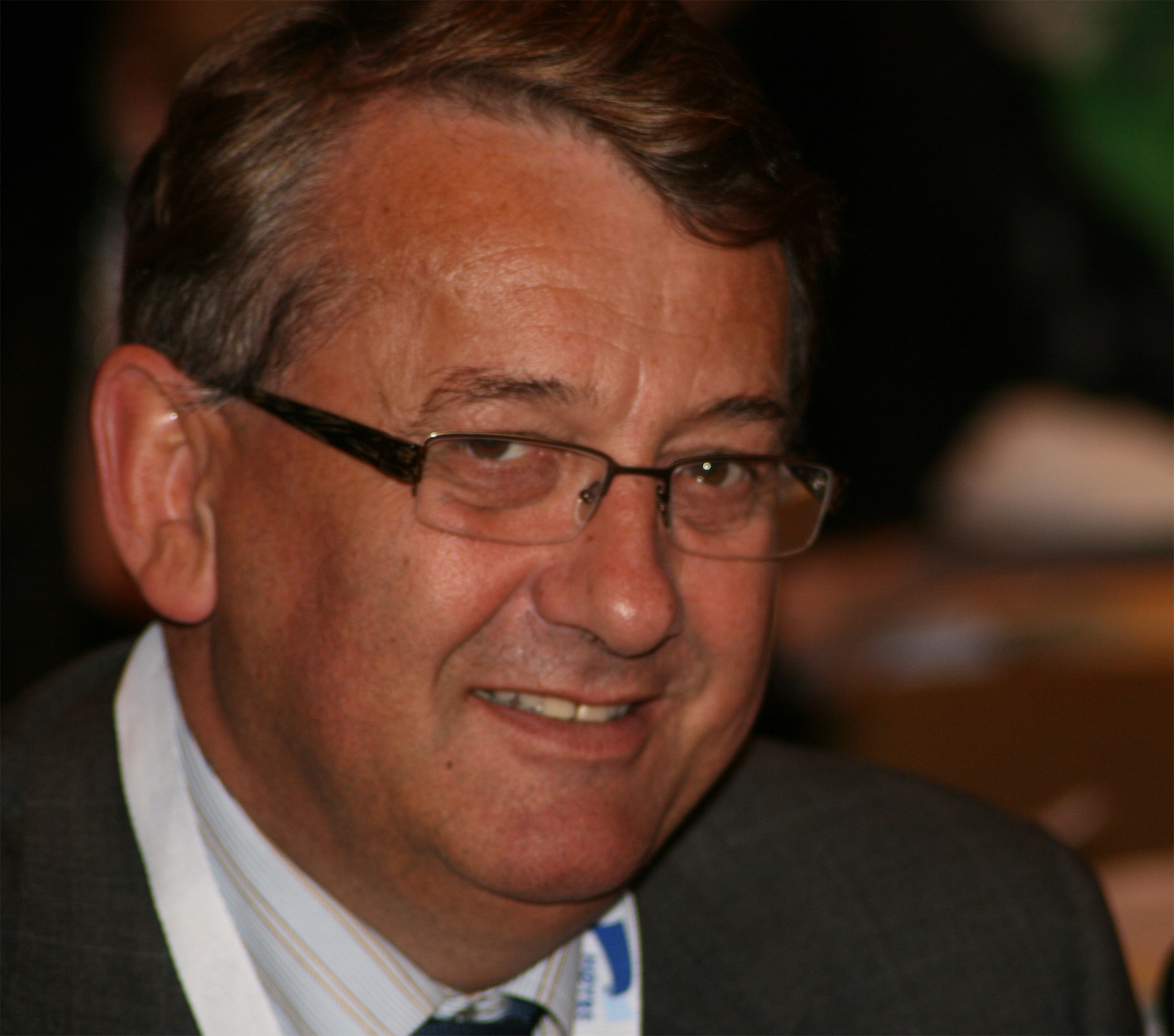
Per-Kristian Foss

Per-Kristian Foss  (Oslo, 1950. július 19. –) norvég konzervatív politikus, 2001 és 2005 között pénzügyminiszter.
1971 és 1975 között önkormányzati képviselő volt Oslóban; 1973 és 1977 között a Konzervatív Párt ifjúsági szervezetének (Unge Høyre) volt az elnöke. 1981-ben választották először parlamenti képviselővé, majd hat alkalommal újraválasztották. 2001 és 2005 között a második Bondevik-kormány pénzügyminisztere volt, 2002-ben egy rövid ideig ügyvezető miniszterelnök volt.
Foss volt az első nyíltan meleg norvég miniszter. 2002 óta bejegyzett élettársi kapcsolatban él Jan Erik Knarbakkal.

## Külső hivatkozások
- Per-Kristian Foss hivatalos oldala. (Hozzáférés: 2009. július 3.)